# 迪羅勒湖
52°38′15″N 9°10′29″E / 52.637517°N 9.174614°E

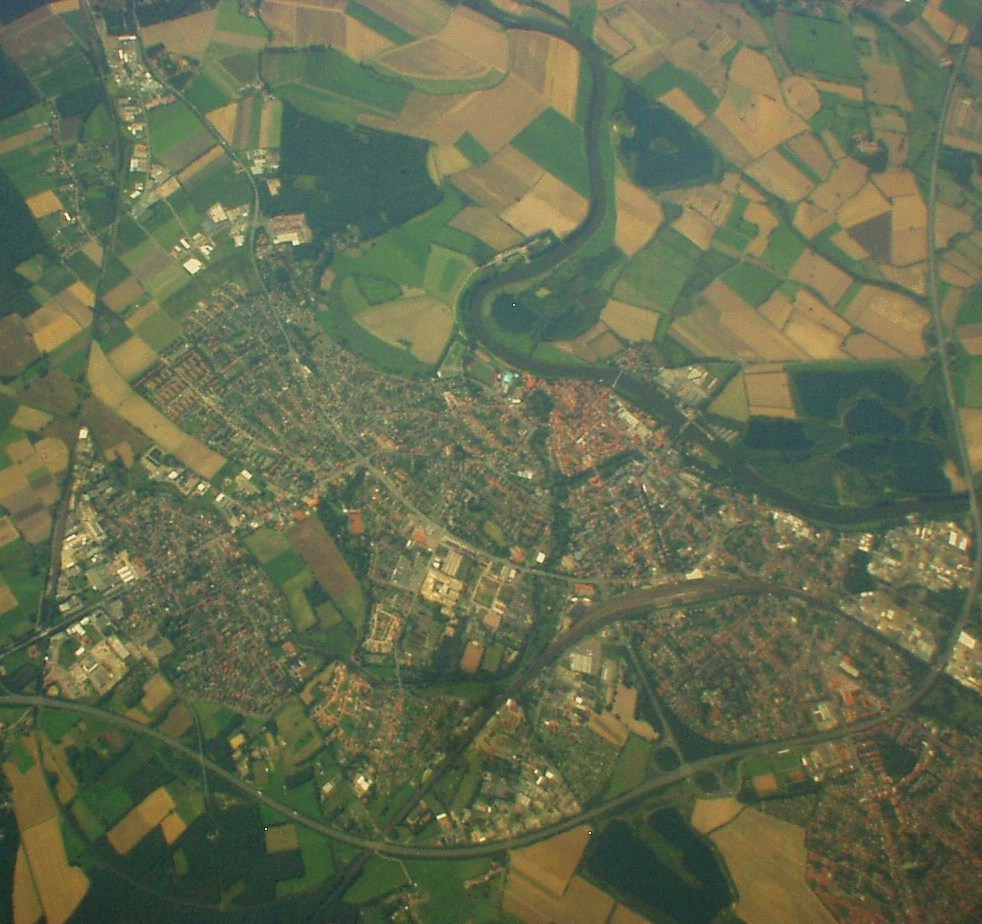

迪羅勒湖（德語：Die Rolle），是德國的湖泊，位於該國西北部，由下薩克森州負責管轄，處於寧堡縣，該湖泊長0.6公里、寬0.5公里，面積0.28平方公里，最大水深8米。